# 沃佳諾-米哈伊利夫卡
47°57′41″N 32°0′54″E / 47.96139°N 32.01500°E
沃佳諾-米哈伊利夫卡（烏克蘭語：Водяно-Михайлівка）是烏克蘭中部基洛夫格勒州克罗皮夫尼茨基区克特里薩尼夫卡市鎮内的村莊。該村面積0.42平方公里，海拔高度173米，2001年人口8。